# Kwiecień 2006

## 2 kwietnia2006
- Obchodzono pierwszą rocznicę śmierci papieża Jana Pawła II.

## 4 kwietnia2006
- Na Cmentarzu Salwatorskim w Krakowie odbył się pogrzeb Stanisława Lema. (gazeta.pl)

## 6 kwietnia2006
- Sejm odrzucił wniosek PiS-u o samorozwiązaniu parlamentu. Za głosowały PiS i SLD (206 głosów), a przeciwne były wszystkie pozostałe kluby parlamentarne, czyli PO, Samoobrona, LPR, PSL i inne (236 głosów). Aby przyjąć uchwałę o samoorozwiązaniu konieczne jest poparcie 2/3 izby (265 głosów). (polska.pl)
- Nuncjusz apostolski w abp Józef Kowalczyk napisał list, w którym stwierdził, że katolickie media o. Tadeusza Rydzyka prowadzą transmisje polityczne oraz zajmują określone stanowisko. Według abp Kowalczyka „uciążliwą sprawą Radia Maryja z pełną uwagą i stanowczością powinni się zająć: biskup toruński (gdzie radio ma siedzibę), władze zakonne Zgromadzenia Ojców Redemptorystów oraz Konferencja Episkopatu Polski”. Dokument został wystosowany do tych instytucji w imieniu Sekretariat Stanu Stolicy Apostolskiej. (wiara.pl)

## 9 kwietnia2006
- Rozpoczęto dwudniowe głosowanie we włoskich wyborach parlamentarnych. Premier Berlusconi podczas głosowania pomagał swojej niedołężnej matce, sugerując głośno na kogo ma głosować, na co zwrócił mu uwagę przewodniczący komisji wyborczej.
- Pierwszą turę wyborów parlamentarnych na Węgrzech wygrała rządząca koalicja Węgierskiej Partii Socjalistycznej i Związku Wolnych Demokratów. Po raz pierwszy od wprowadzenia demokracji na Węgrzech siły rządzące mogą utrzymać się u władzy. Drugą rundę wyborów przewidziano na 23 kwietnia. Wyniki: Węgierska Partia Socjalistyczna – 43,21%, Fidesz – Węgierski Związek Obywatelski (chadecja) – 42,03%, Związek Wolnych Demokratów – 6,50%, Węgierskie Forum Demokratyczne -- 5,04% (valasztas.hu)

## 10 kwietnia2006
- Zakończyły się dwudniowe włoskie wybory parlamentarne. Zwycięstwo odniosła lewicowa Unia kierowana przez Romano Prodiego otrzymując 49,81% głosów, a prawicowy Dom Wolności premiera Berlusconiego przegrał uzyskując tylko 49,74% (różnica 27 tys. głosów).

## 11 kwietnia2006
- Po 43 latach śledztwa włoska policja aresztowała najwyższego szefa Cosa Nostry – Bernardo Provenzano.

## 12 kwietnia2006
- Grupa pięciu posłów LPR z Bogusławem Kowalskim na czele, bez aprobaty władz tej partii reprezentowanych przez Romana Giertycha odbyła rozmowy koalicyjne z PiS. Tylko ci politycy otrzymali zaproszenie do rozmów od Jarosława Kaczyńskiego (wp.pl)

## 13 kwietnia2006
- Prezydencka Nasza Ukraina, Socjalistyczna Partia Ukrainy i zwycięska partia Julii Tymoszenko podpisały porozumienie o utworzeniu koalicji w nowym ukraińskim parlamencie. Szefem ukraińskiego rządu ma zostać Julia Tymoszenko. (wprost.pl)
- PiS i Samoobrona podpisały deklarację programową dotyczący przyszłej koalicji rządowej. Fotel wicepremiera został obiecany Andrzejowi Lepperowi (gazeta.pl)

## 19 kwietnia2006
- Minister spraw zagranicznych Stefan Meller stwierdził, że nie będzie uczestniczył w rządzie koalicyjnym PiS i Samoobrony. Jedną z przyczyn tej decyzji miała być odmowa przyszłej współpracy z Andrzejem Lepperem, kandydatem na wicepremiera.
- Włoski Sąd Najwyższy potwierdził zwycięstwo w wyborach lewicowej Unii kierowanej przez Romano Prodiego. (wprost.pl)

## 22 kwietnia2006
- Podczas spotkania wyborczego w Gdańsku Andrzej Lepper wypowiedział się negatywnie o deklaracji na temat odejścia wygłoszonej przez Stefana Mellera: „Pan minister Meller robi z siebie, żeby nie powiedzieć błazna, to człowieka niepoważnego”. (gazeta.pl)

## 23 kwietnia2006
- Rządząca Węgierska Partia Socjalistyczna powtórzyła w drugiej turze wyborów parlamentarnych na Węgrzech sukces sprzed dwóch tygodni i utworzy rząd w koalicji ze Związkiem Wolnych Demokratów. Jest to pierwszy przypadek zwycięstwa rządzącej koalicji na Węgrzech od czasu przemian demokratycznych (BBC).
- Osama ibn Laden na taśmie magnetofonowej puszczonej w telewizji Al-Dżazira wezwał do dżihadu przeciwko zachodnim „krzyżowcom” w Darfurze.
- Najstarsza parafia Płocka – fara z wielką pompą obchodzi jubileusz 650-lecia istnienia. (Wikinews)

## 24 kwietnia2006
- Minister spraw zagranicznych Stefan Meller odpowiedział na przytyk Andrzeja Leppera z soboty: „Jeżeli chodzi o błazna, to chcę powiedzieć jako historyk, że jest w dziejach Polski taki wspaniały błazen, nazywał się Stańczyk i byłbym gotowy się podjąć tej roli, ale nie na dworze Andrzeja Pierwszego.
- Polski himalaista Piotr Morawski wraz ze  Peterem Hamorem zdobyli ośmiotysięcznik Cho Oyu (8202 m).(pap.com.pl)

## 26 kwietnia2006
- Minęła dwudziesta rocznica katastrofy w czarnobylskiej elektrowni jądrowej. (wp.pl)

## 27 kwietnia2006
- PSL odrzucił propozycję współpracy w koalicji rządowej z PiS i Samoobroną. (pap.com.pl)
- Z LPR usuniętych zostało pięciu posłów, którzy utworzyli siedmioosobowe Narodowe Koło Parlamentarne. Podstawą konfliktu była różnica zdań między Bogusławem Kowalskim i czterema innymi osobami z większością posłów tej partii reprezentowaną przez Romana Giertycha dotycząca udziału w koalicji rządowej z PiS i Samoobroną. (wyborczy.pl)
- PiS, Samoobrona i NKP podpisały umowę o zawiązaniu koalicji rządowej. Według obliczeń do większości w sejmie zabrakło tym klubom 13 posłów.

## 28 kwietnia2006
- Minister spraw zagranicznych Stefan Meller podał się do dymisji. (money.pl)
- Do Narodowego Koła Parlamentarnego przyłączyło się dwóch posłów Zygmunt Wrzodak i Marian Daszyk. (gazeta.pl)

## 29 kwietnia2006
- Według sondaży opublikowanych przez Gazetę Wyborczą w koalicji PiS i Samoobrony na popularności straci Jarosław Kaczyński, a zyska Andrzej Lepper. Koalicję oceniło dobrze 30% pytanych, a 53% było przeciwnego zdania.
- Na przewodniczącego włoskiego parlamentu wybrany został Fausto Bertinotti, lider partii komunistycznej wchodzącej w skład Unii kierowanej przez Romano Prodiego Unii kierowanej przez Romano Prodiego. (psz.pl)
- Silvio Berlusconi po trzech tygodniach protestów ostatecznie zapowiedział rezygnację ze stanowiska premiera Włoch w przeciągu tygodnia.

## 30 kwietnia2006
- Jarosław Kaczyński podczas konferencji prasowej w Gdyni, wypowiedział się w obronie Tadeusza Rydzyka oraz Radia Maryja twierdząc, że takie medium musi istnieć w demokratycznym kraju a osoby, która je zwalczają, są wrogami wolności. Prezes PiS skomentował też nieprzychylne dla koalicji PiS i Samoobrony sondaże w Gazecie Wyborczej. Stwierdził, że PO broni „arystokrację III RP”, czyli Gazetę Wyborczą. Sondaże z tej gazety są jego zdaniem, wyłącznie propagandą, której tradycja sięga Komunistycznej Partii Polski. (gazeta.pl)
- Andrzej Lepper przeprosił Stefana Mellera za nazwanie go „błaznem”: „Jeżeli Meller poczuł się tym obrażony, to przepraszam”.
- W ukraińskim tygodniku Дзеркало Тижня (Dzerkało Tyżnia) dziennikarz nazwał Andrzeja Leppera „polskim Żyrynowskim”, a potem porównał go do Joerga Haidera. (wp.pl)
- W Indiach w wieku 88 lat zmarł zakonnik, werbista ojciec Marian Żelazek. (wp.pl)